# Каша

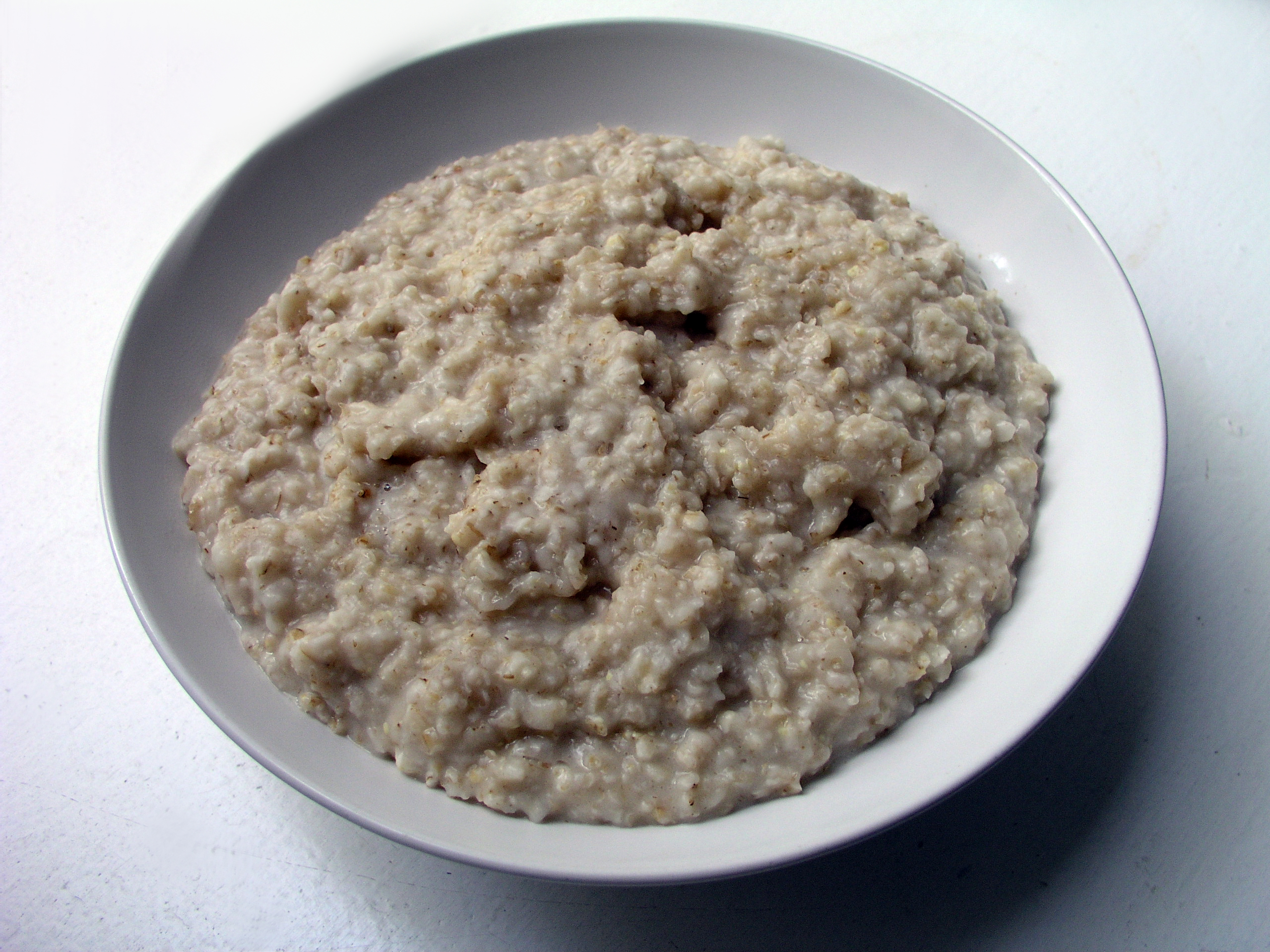
Густая овсяная каша

Ка́ша — жидкая, густоватая либо рассыпчатая пища, крупа вареная на воде или на молоке, блюдо из сваренной крупы или муки.

## Описание

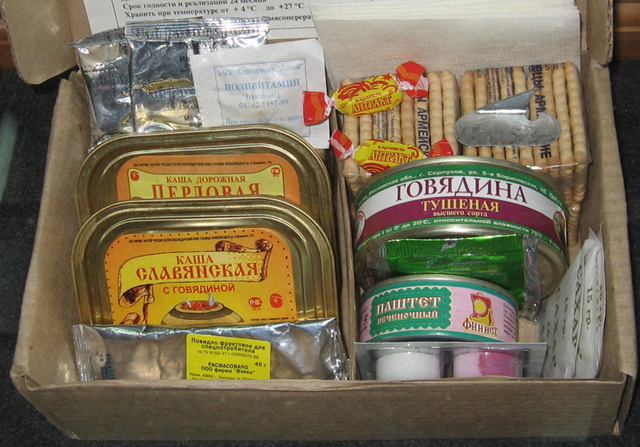
Каша в составе сухого пайка

Каша является одним из основных блюд русской кухни, уступающее по значимости только щам.
Ранее на Руси это было одно из главных яств в крестьянском быту, особенно на Севере.
В России каша почти повсеместно имела обрядовое значение:
- в свадебном и предсвадебном обиходе: в старину на Руси кашей назывался свадебный пир (так, под 1239 годом летопись рассказывает, что князь Александр при бракосочетании с дочерью полоцкого князя Брячислава «…в Торопчи ту кашу чинил, а в Новгороде другую…»[2]).
- на Бабьи каши повитухи шли в гости к роженицам, которые одаривали их и угощали специально приготовленной кашей. Это ритуальное угощение и дало название празднику. По другим традициям сами повивальные бабки на праздник варили кашу для рожениц из проса или гречихи, чтобы помочь женщинам иметь больше детей[4].
- пшённая каша составляет необходимое кушанье после крестин, при угощенье, в Холмогорском уезде[2].
- в поминальных обрядах готовили кутью.

В Вооружённых силах России имперского периода, Союза ССР и России каша была наиболее частой горячей пищей, особенно в походных условиях (по этой причине армейского повара иногда называют кашеваром). Также каша — неотъемлемая часть детского питания.
В зависимости от соотношения крупы и жидкости каша получается различной консистенции: густая (крутая) или рассыпчатая, вязкая (размазня) и жидкая (кашица). Для приготовления каши характерен такой способ тепловой обработки, как томление — длительный подогрев каши после её отваривания.

## Виды
По консистенции каши подразделяются на рассыпчатые, вязкие и жидкие. Консистенция каши определяется соотношением воды и крупы.
Каши готовят:
Крупяные
- Гороховая
- Гречневая — распространённое блюдо русской, белорусской, украинской и польской кухонь.
- Манная каша — каша из манной крупы.
- Гурьевская — манная каша на молоке и сливках с добавлением варенья, мёда, орехов, сухофруктов, цукатов и пряностей.
- Овсяная — каша, приготавливаемая из овсяной крупы или хлопьев. Популярна в Великобритании.
- Перловая — каша из перловой крупы.
- Ячневая — каша из ячневой, ячменной мелкодроблёной крупы.
- Пшеничная — каша из пшеничной крупы.
- Пшённая — каша из пшена — крупы из плодов культурных видов проса.
- Рисовая — каша из риса.

Мучные
- Мамалыга и Полента — густая каша из кукурузной муки.
- Толокняная — каша из толокна.
- Саламата — каша из заваренной кипятком поджаренной пшеничной муки[6].
- Кула́га — каша из заваренной кипятком ржаной муки и солода с добавлением ягод калины[6].
- Кулеш — жидкая каша (кашица) из крупы или муки.
- Загуста — старокарельское и вепсское повседневное блюдо[7]. Также было распространено на остальной части Северо-Запада России и в Белоруссии[8][8]. Варится из ржаной[7][8], ячменной[7][9] или овсяной[7] муки. Методом заваривания из ржаной муки готовили завариху, которую на Севере России любили есть с салом[6].